# Parandrini
Parandrini es una tribu de coleópteros de la superfamilia Chrysomeloidea, familia Cerambycidae.

## Géneros
Tiene los siguientes géneros:
- Hesperandra - Parandra[1]